# Schenströmska herrgården
Schenströmska herrgården är en herrgård i Surahammars kommun. Den ligger i Ramnäs på Kolbäcksåns västra strand.
Herrgården uppfördes vid 1700-talets mitt av Magnus Schenström och färdigställdes 1762.
1834 förvärvades herrgården av Per Reinhold Tersmeden som ägde Tersmedenska herrgården på Kolbäcksåns östra strand.
Schenströmska herrgården ägs idag av familjen Dennerstedt och drivs som hotell- och konferensanläggning med inriktning på weekend, bröllop och konferenser. Tidigare har herrgården varit i Ramnäs Bruks ägo och använts för representation och utbildningar.
Herrgården består förutom av huvudbyggnaden i tre plan av fyra flygelbyggnader i två plan vardera. Till fastigheten hör även en villa med hotellrum och flera uthusbyggnader. Även Ramnäs Bruks tidigare brukskontor ingår numer i Lyckornagruppen tillsammans med Fagerudd Konferens  och Haga Slott i Enköping Haga slott i Enköping . Lyckornagruppen ägs av en stiftelse vars syfte är att främja vetenskapligt grundad forskning och utveckling, exempelvis inom hållbar energi.
Delar av långfilmen Lust spelades in på herrgården.